# Tubiflorae

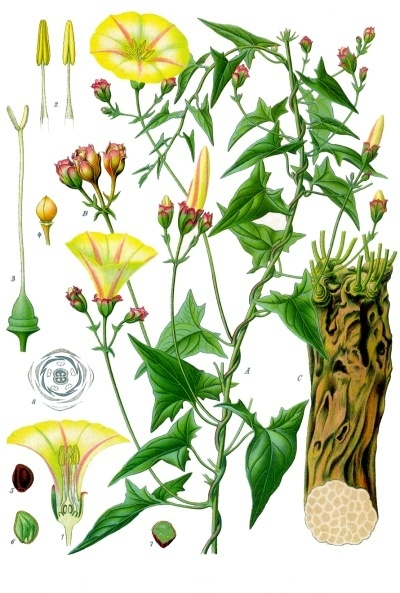
Een lid van de Tubiflorae

Tubiflorae is een botanische naam die gebruikt werd in de rang van orde, onder andere in het Engler-systeem en daarvan afgeleide systemen zoals het Wettstein-systeem. Deze orde omvatte de planten met buisvormige bloemen, en hoorde tot de klasse van de Sympetalae (met vergroeide kroonbladen).
In het Wettstein-systeem (versie 1935) was de omschrijving:
- orde Tubiflorae
familie Convolvulaceae
familie Cuscutaceae
familie Polemoniaceae
familie Hydrophyllaceae
familie Lennoaceae
familie Boraginaceae
familie Nolanaceae
familie Solanaceae
familie Scrophulariaceae
familie Lentibulariaceae
familie Orobanchaceae
familie Gesneriaceae
familie Bignoniaceae
familie Pedaliaceae
familie Martyniaceae
familie Acanthaceae
familie Verbenaceae
familie Labiatae
familie Tetrachondraceae
familie Globulariaceae
familie Phrymaceae
familie Myoporaceae
familie Plantaginaceae

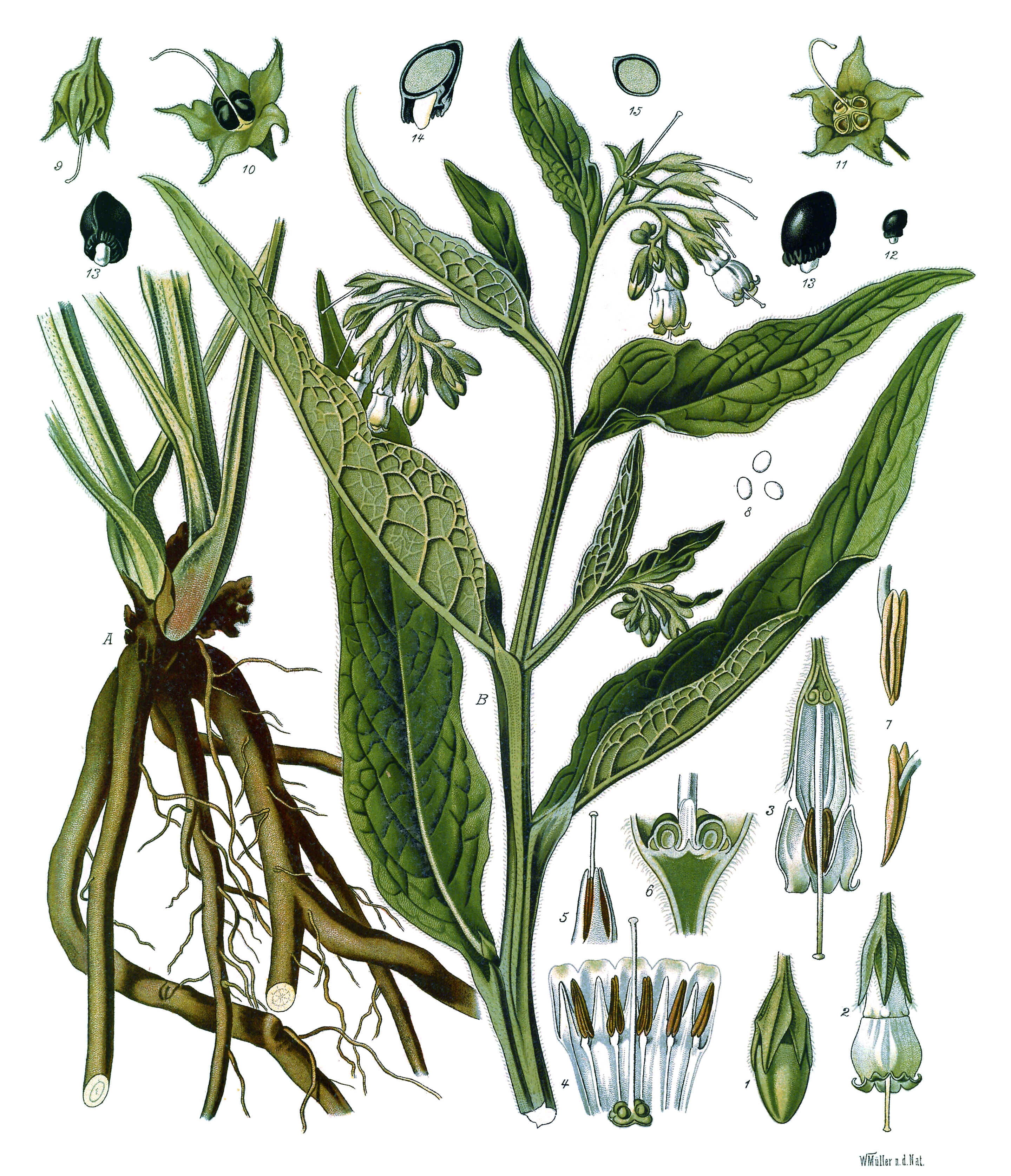
Een lid van de Tubiflorae
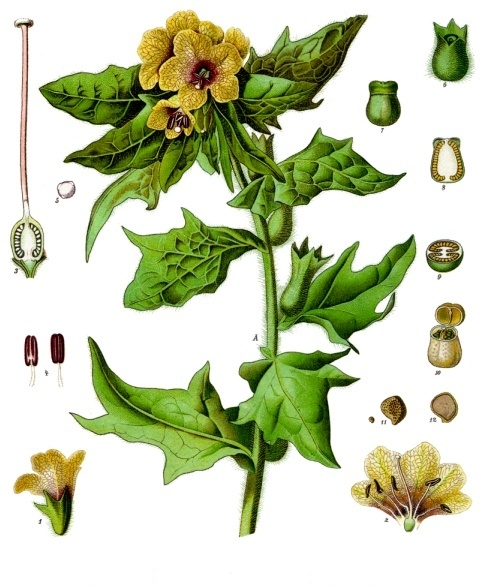
Een lid van de Tubiflorae
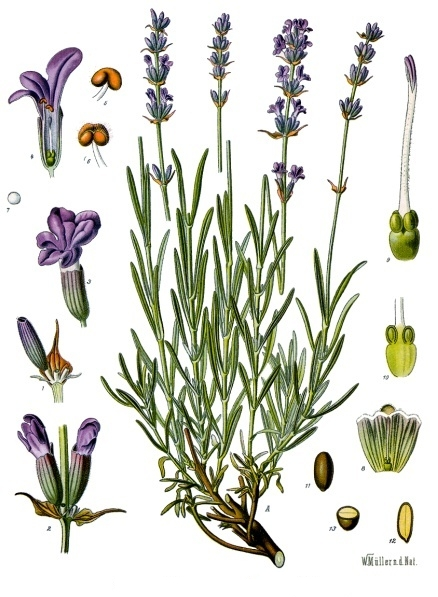
Een lid van de Tubiflorae